# Paso Aguerre
Paso Aguerre es una localidad  del departamento Picún Leufú, en la provincia del Neuquén, Argentina.

## Población
Contó con 368 habitantes (Indec, 2010), lo que representó un incremento frente a los 177 habitantes (Indec, 2001) del censo anterior. 
La población se compuso de 208 varones y 160 mujeres, lo que arrojó un índice de masculinidad del 130.00%. En tanto, las viviendas pasaron a ser 183.
Según el censo 2022 se conoció una población dentro del municipio de 372 habitantes y 216 viviendas.Además, el censo dio a conocer datos de su composición poblacional (87 hombres 88 mujeres), población urbana sin población rural dispersa o localidades dispersas en el municipio (175) densidad y área urbana.
| Gráfica de evolución demográfica de Paso Aguerre entre 1991 y 2022 |
|                                                                    |
| Fuente: Censos nacionales del INDEC                                |

## Héroe de Malvinas
Un 6 de marzo de 1962 el soldado Jorge Néstor Águila nació en Paso Aguerre. Fue un conscripto que falleció durante la guerra de las Malvinas y una de las primeras víctimas del conflicto, falleciendo el 3 de abril de 1982, durante una operación militar para recuperar Grytviken, en Georgia del Sur, al ser atacado el helicóptero Puma en el que se trasladaba junto a soldados del cuerpo de Infantería de Marina. El gobierno de la Nación Argentina por ley nacional N°24.950/98 lo incluyó en el listado de los "Héroes nacionales", fallecidos en combate en la guerra de las Malvinas.
El 3 de abril de 2012 se inauguró el museo Jorge Néstor Águila, construido en homenaje al soldado fallecido y a los excombatientes y demás caídos en el conflicto.  El museo exhibe objetos personales y de combate del soldado y fue financiado con fondos de la comisión del Bicentenario de la Legislatura provincial.